# Liste von Klöstern in Neuss
Die Liste von Klöstern in Neuss beschreibt die bestehenden und aufgelösten Klöster in der Stadt Neuss, zudem die Stadthöfe von außerhalb Neuss gelegenen Klöstern.
Seit dem Mittelalter gab es in Neuss zahlreiche Klöster und auch klosterähnliche Genossenschaften. Mit einer Ausnahme wurden diese im Zuge der Säkularisation aufgelöst. Im 19. und 20. Jahrhundert wurden einige wenige neue Klöster in Neuss gegründet. 

## Klöster in Neuss
| Abbildung                                                                     | Name                           | Standort                                                                                        | Zeitraum | Orden | Vorhandene Reste | Anmerkungen | Literatur                     |
| ----------------------------------------------------------------------------- | ------------------------------ | ----------------------------------------------------------------------------------------------- | --- | --- | --- | --- | ----------------------------- |
|                                                                               | Stift S. Quirin                | Innenstadt, Bereich zwischen Münsterstraße, Glockhammer, Quirinusstraße, Nordseite des Münsters | um 970, ab ca. 1170 Stift, 1802 aufgehoben | Benediktinerinnen, seit Mitte des 14. Jahrhunderts Kanonissen | Nördlicher Kreuzgangsflügel mit Küchentrakt (unterhalb der heutigen Bebauung), Kanonikerhaus Freithof 7 (erbaut 1725)                            | 1548 wurden umfangreiche strengere Statuten beschlossen | [ 1 ] [ 2 ] [ 3 ] [ 4 ]       |
|                                                                               | Kamper Hof                     | Innenstadt, zwischen Brückstraße und Trankgasse (heute Hessenstraße)                            | 1128, 1802 aufgehoben | Zisterzienser | | Stadthof der Zisterzienserabtei Kamp |                               |
|                                                                               | Meerer Hof                     | Innenstadt, Glockhammer, zwischen Spulgasse und Rheinstraße                                     | 12. Jh. (nach 1166), 1802 aufgehoben | Prämonstratenserinnen | 1586 zerstört, danach neu aufgebaut | Stadthof von Kloster Meer |                               |
| Oberkloster 1648, Blick von Westen                                            | Oberkloster                    | Innenstadt, Augustinusstr. / Brückstraße                                                        | 1181, 1802 aufgehoben | Augustiner-Chorherren, seit 1430 der Windesheimer Kongregation angehörend | Grenzstein im Kinderbauernhof Neuss-Selikum | 1583 aus strategischen Gründen abgebrochen, ab 1603 Bau eines neuen Klosters an der Brückstraße (1607 geweiht, 1853 abgebrannt), von 1624 bis 1628 den Franziskanern übertragen, von 1741 bis 1749 als Hospital | [ 5 ]                         |
|                                                                               | Kloster Eppinghoven            | Holzheim, Eppinghoven                                                                           | 1214 in Kaarst gegründet als Filialkloster von Aula sanctae Mariae in Saarn bei Mülheim/Ruhr, 1231 nach Eppinghoven verlegt, 1237 als selbständiges Kloster, 1802 aufgehoben                                                         | Zisterzienserinnen, 1650 umgewandelt in ein Kanonissenstift | Torhaus und Südflügel | 2002 archäologisch untersucht | [ 7 ]                         |
|                                                                               | Minoritenkloster               | Innenstadt, zwischen Rottelsgasse und Jesuitenhof                                               | 1234 bis 1615 | Minoriten (Minderbrüder nach der Regel des hl. Franziskus) | 1773 abgerissen, Mauerreste in der Rottelsgasse und im Hof von Haus Rottels                                                                      | Das Kloster wurde 1615 von den Jesuiten übernommen. Sie errichteten 1616 dort ein Gymnasium ein. | [ 3 ] [ 8 ]                   |
| Siegesfeier des Herzogs Alessandro Farnese (1545–1592) von Parma im Jahr 1586 | Kloster Gnadental              | Gnadental, Konradstraße 33                                                                      | Zweites Drittel des 13. Jahrhunderts bis 1802 | Zisterzienserinnen, dem Abt von Kloster Heisterbach unterstellt | Fundamente (heute überbaut) | 1474 geplündert, zerstört und danach wieder aufgebaut. | [ 4 ]                         |
|                                                                               | Klarissenkloster               | Innenstadt, Klarissenstraße 10                                                                  | 1283, 1716 Neubau, 1797 flüchteten die Nonnen vor den Franzosen | Klarissen | Gewölbekeller aus dem 18. Jahrhundert, ehemals Beinkammer, als Veranstaltungsraum genutzt; Mauerreste in Hinterhöfen der Oberstraße              | Das Kloster wurde 1802 aufgelöst und in ein Lazarett umgewandelt | [ 3 ] [ 4 ]                   |
|                                                                               | Begarden-Konvent               | Innenstadt, Oberstraße                                                                          | 1301 bezeugt, um 1490 zu Gunsten eines Hauses an der Brückstraße aufgegeben (s. u.) | Begarden (Laienbrüder), 1472 als Ordo Fratrum Cellitarum, ein Vorläufer des Alexianer-Ordens                                                                                                 | | Laut Vertrag mit der Stadt aus dem Jahr 1490 „acht personen … ind nyt meer“ | [ 9 ] [ 10 ]                  |
|                                                                               | Beginenhof                     | Innenstadt, Peter-Wilhelm-Kallen-Straße / Michaelstraße                                         | 1328 erstmals belegt, vor 1799 aufgegeben | Beginen (Laienschwestern) | | | [ 3 ]                         |
|                                                                               | Udemans-Konvent                | Innenstadt, Oberstraße gegenüber dem Minoritenkloster                                           | 1328 erstmals belegt, bestand im 18. Jh. noch | 7 Laienschwestern | | Der Name könnte darauf beruhen, dass ein Udeman der Begründer des Konvents war, oder dass die Schwestern den Lehren von Godefridus Udemans folgten. Die Schwestern unterstanden in geistlicher Hinsicht dem Quirinusstift. | [ 10 ] [ 11 ]                 |
|                                                                               | Kelards-Konvent                | Innenstadt, Oberstraße, gegenüber dem Minoritenkloster                                          | 1360 erstmals belegt, im 16. Jh. nur noch als Armenhaus | Laienschwestern | | In geistlicher Hinsicht betreut von den Minoriten | [ 10 ]                        |
|                                                                               | Michaelsberg                   | Innenstadt, Promenadenstr. 35 / Michaelstraße 65                                                | um 1320 entstanden, ab 1365 bezeugt, 1802 aufgehoben | Beginen / ab 1418 Franziskanerterziarinnen / ab 1423 Schwestern vom Gemeinsamen Leben | teilweise zu Wohnungen umgebaut | Zeitweise auch Hunenkonvent genannt | [ 12 ]                        |
|                                                                               | Sebastianusbruderschaft        | Innenstadt, Niederstraße 63                                                                     | 1422 oder 1427, 1802 aufgehoben | Tertiaren (Brüder nach der 3. Regel des Hl. Franziskus) | Kapelle 1491 geweiht, nach dem Truchsessischen Krieg 1607 wieder aufgebaut, der Neubau von 1718 wurde im 2. Weltkrieg zerstört.                  | Das Kloster war 1852–73 unter Lazaristen das „Seminarium Marianum“, danach bis zur Zerstörung 1943 Invalidenhaus unter Leitung der Neusser Augustinerinnen. | [ 10 ]                        |
|                                                                               | Augustinerinnenklause Holzheim | Holzheim, Hauptstr., Anbau an der Nordseite von St. Martinus                                    | vor 1432, 1642 zerstört, 1651 Umsiedlung nach Marienberg | Augustinerinnen | | Siehe Kloster Holzheim | [ 7 ]                         |
|                                                                               | Marienberg                     | Innenstadt, Glockhammer 43A                                                                     | 1439 bis 1802 | Schwestern vom gemeinsamen Leben, die nach der Augustiner-Regel lebten (Windesheimer Kongregation bzw. Regulierte Chorfrauen). 1650 kam auch der Konvent aus Neuss-Holzheim nach Marienberg. | | Die zwischen 1430 und 1460 errichtete spätgotische Klosterkirche St. Mariä Geburt wurde am 31.12.1944 bis auf die Umfassungsmauern zerstört. Siehe Kloster Marienberg (Neuss). | [ 3 ] [ 7 ]                   |
| Kloster an der Brückstraße 1634                                               | Alexianerkloster               | Innenstadt, Brückstraße, später Alexianerplatz 1, an St. Alexius angrenzend                     | 1451 bezeugt, im Truchsessischen Krieg 1586 und durch den Stadtbrand 1655 zerstört und danach wieder aufgebaut. Kloster wird 1868/69 aufgegeben, um am heutigen Alexianerplatz einen Klosterneubau und ein Krankenhaus zu errichten. | Alexianer | abgerissen | War Mutterhaus, 2008 aufgelöst; die letzten Brüder verließen Neuss 2017. | Siehe auch Neusser Alexianer. |
| sog. Jesuitenturm                                                             | Jesuitenkloster                | Innenstadt, Jesuitenhof 3                                                                       | 1615 bis 1773 | Jesuiten | Jesuitenturm (erbaut 1616). Die Kirche und der Flügel an der Oberstraße wurden 1787 abgebrochen, die anderen Gebäude im 2. Weltkrieg vernichtet. | Das Kloster wurde von den Minoriten übernommen. Ab 1616 unterhielten die Jesuiten dort eine Schule, „Gymnasium Marianum“ genannt, das ab 1773 von den Observanten übernommen wurde. |                               |
| Zeughaus in Neuss                                                             | Observantenkloster             | Innenstadt, Markt 42–44                                                                         | 1624–1802 | Franziskanerobservanten (Rekollekten) | Klosterkirche 1639, Kloster 1655 vollendet, von 1802–1815 als Schulgebäude, danach bis 1855 als Zeughaus genutzt.                                | Das Zeughaus dient ab ca. 1925 als Veranstaltungsraum. | [ 3 ]                         |
|                                                                               | Sepulchrinerinnenkloster       | Innenstadt, zwischen Hymgasse und Brückstraße                                                   | 1654, 1802 aufgehoben | Sepulchrinerinnen (auch Chorfrauen vom hl. Grabe, Regulier-Kanonissen oder Chorfrauen nach der Regel des hl. Augustinus genannt)                                                             | | Die Gebäude wurden im 2. Weltkrieg zerstört, die Reste beim Bau des Omnibusbahnhofs abgetragen. |                               |
|                                                                               | Stift Norf / Müggenburg        | Norf, Müggenburgstr. 14                                                                         | 1772–1802 | Stift | | Wasserschloß, erbaut 1772–1813 |                               |
| Kloster 1877                                                                  | Karmeliterkloster              | Innenstadt, Brückstraße (ehemaliges Kloster der Alexianer)                                      | 1869–1875 | Karmelitinnen | 1944 zerstört | Von 1875 bis 1944 als St. Anna-Stift oder St. Anna-Hospiz, betreut von den Neusser Augustinerinnen |                               |
| Hauptgebäude und Kapelle um 1900                                              | Gütchen – St. Josephs-Kloster  | Augustinusviertel, Augustinusstraße                                                             | 1844 wurden zwei Schwestern zum Hospital an der Brückstraße gerufen. Ab 1846 als selbständiges Kloster in der Oberstraße 3, ab 1858 im „Gütchen“.                                                                                    | Augustinerinnen (Cellitinnen) | Das „Gütchen“ war bis 1927 Mutterhaus, Vorläufer des Herz-Jesu-Klosters, 1944 zerstört.                                                          | Von 1844 bis 1868 hatte Johanna Etienne die Leitung. Die Augustinerinnen richteten 1866 im Haus Oberstraße 3 eine Nähschule ein. Sie kümmerten sich auch um das daneben liegende „Kapellchen zur schmerzhaften Mutter“, erstmals 1475 erwähnt, neu errichtet 1772 und 1949. |                               |
|                                                                               | St. Josephshaus                | Grimlinghausen, Cyriakusstraße 62                                                               | 1862 in Uedesheim, ab 1883 in Grimlinghausen | Arme Dienstmägde Jesu Christi | St. Josephshaus (1885), nach dem 2. Weltkrieg als Altenheim neu erstellt.                                                                        | Seit 1991 unter weltlicher Leitung. |                               |
| Hauptgebäude und Kapelle um 1900                                              | Herz-Jesu-Kloster              | Innenstadt, Michaelstraße 50–52 / Promenadenstr. 43–44                                          | Zwischen 1899 und 1902 errichtet. Die letzten Nonnen verließen Neuss am 1. Januar 2011. | „Neusser Genossenschaft der Cellitinnen nach der Regel des heiligen Augustinus“, kurz Augustinerinnen                                                                                        | Nachfolgebauten 1899–1901 bzw. 50er Jahre, ab 1989 Sozialamt der Stadt Neuss.                                                                    | Das „weiße Haus“ von 1909 gehörte auch zum Klosterkomplex. Ab 1989 nur als Altenheim am Stadtarchiv, geleitet von den „Schwestern vom heiligen Herzen Jesu“. | [ 16 ] [ 17 ]                 |
| Kloster Kreitz                                                                | Kloster Kreitz                 | Holzheim, Am Kreitz 1                                                                           | 1899 | Benediktinerinnen | Wiederaufbau der Kirche 1955/1956 | Siehe Kloster Kreitz | [ 7 ] [ 18 ]                  |
|                                                                               | Notburgahaus                   | Stadionviertel, Preußenstr. 66                                                                  | 1909, 1959 aufgelöst | Töchter vom heiligen Kreuz | besteht, Erweiterungsbau 1921/22 | Mädchenerziehungsheim, von 1962 bis 2006 als Konvikt und Internat des Erzbischöflichen Abendgymnasiums „Marianum“ | [ 19 ]                        |
| Kamillianerkloster 1919                                                       | Kamillianerkloster             | Stadionviertel, Glehner Weg 41                                                                  | 1910 | Kamillianer | Im 2. Weltkrieg zerstört, Kloster bis Ende 1953 neu aufgebaut.                                                                                   | Das Kloster wurde 1992 verkauft, in dem Gebäude entstanden Wohnungen. Siehe Stadionviertel#Kamillianerkloster |                               |
| Kloster und Kirche von Westen                                                 | Marienberg                     | Innenstadt, Glockhammer 43A                                                                     | 1911 bis heute | Schwestern vom armen Kinde Jesu | besteht. | 1857 kauften die Schwestern vom armen Kinde Jesu das 1802 aufgelöste Marienberg-Kloster, das Waisenhaus, sowie die höhere Töchterschule, das heutige Gymnasium Marienberg (Neuss) zurück. 1862 wurde an der Ecke Glockhammer / Rheinstraße die Kapelle zur hl. Mutter Anna eingerichtet. 1911 konnte die spätgotische Klosterkirche St. Mariä Geburt wieder von den Ordensschwestern übernommen werden. Sie wurde am 31.12.1944 bis auf die Umfassungsmauern zerstört. Danach wieder aufgebaut, wird sie heute dreifach genutzt: Als Klosterkirche, als Schulkirche des erzbischöflichen Mädchengymnasiums und des Berufskollegs Marienberg sowie als Gotteshaus der italienischen römisch-katholischen Gemeinde von Neuss. | [ 3 ] [ 7 ]                   |
|                                                                               | Kloster Immaculata             | Augustinusviertel, Augustinusstraße 46                                                          | 1927 | Barmherzige Schwestern nach der Regel des heiligen Augustinus | besteht | Mutterhaus. Vorläufer waren das „Gütchen“, ab 1861 St. Josephs-Kloster, 1874 Herz-Jesu-Kloster. |                               |
|                                                                               | Theresienheim                  | Barbaraviertel, Graf-Landsberg-Straße, ab 1954 in Weckhoven, Theresienstraße 4                  | 1928 bis 28.2.2011, von der GeStaPo von 1940–45 aus dem Haus vertrieben. | Karmelitinnen vom göttlichen Herzen Jesu | Das Altenheim in Neuss-Weckhoven wird von der Caritas weiter betrieben.                                                                          | Sie betreuten ein Altersheim und einen Kindergarten. |                               |
|                                                                               | Elisabeth-Kloster              | Innenstadt, Marienkirchplatz                                                                    | 1930–1995 | Franziskus-Schwestern der Familienpflege (Dienerinnen der seraphischen Liebe) | | ab 1946 im alten Pfarrhaus von St. Marien, das zugleich als Altersheim diente. |                               |
|                                                                               | Kloster Mariä Heimsuchung      | Innenstadt, Marienkirchplatz                                                                    | 1931–1942 | Neusser Augustinerinnen | | 1942 weitgehend zerstört |                               |
|                                                                               | Elisabeth-Kloster              | Reuschenberg                                                                                    | 1946 bis ? | Neusser Augustinerinnen | | Krankenpflege, außerdem wurden insgesamt sechs Kindergärten betreut |                               |
|                                                                               | Elisabeth-Schwestern           | Innenstadt, Nordkanalallee, im Kloster der Alexianerbrüder                                      | 1975–2018 | Elisabeth-Schwestern | | | [ 9 ]                         |
| Blick von Westen                                                              | Kloster St. Sebastian          | Innenstadt, Niederstraße 65                                                                     | 1966 bis November 2005 | Eucharistiner, ab Juli 1994 Missionares Identes | | Die im Krieg zerstörte Kirche wurde 1955/56 wieder aufgebaut. Der Neubau des Klosters (Entwurf des Kölner Architekten Prof. Joachim Schürmann) wurde 1966 fertiggestellt. |                               |